# 假面騎士Outsiders
《假面騎士Outsiders》（日语：仮面ライダーアウトサイダーズ），是一部由東映特攝Fan Club製作的《假面騎士系列》衍生的原創網絡劇系列作品。本劇集承接外傳《假面騎士EX-AID》與《假面騎士ZERO-ONE》的衍生劇《假面騎士Genms》結局後劇情，主要講述其他作品時間線中發生的事情，主要角色是假面騎士劇中那些走上Outsiders道路的人，劇中登場的角色皆以「與在原系列作中設定為反派角色人物有所關連」為主要共通點。
香港方面由拓植社購入播映權，並由旗下點播網站StarNext於EP0至EP2首播後同歩配信。

## 本作特色
- 本作首次出現需要搭配不同的道具才能使用的腰帶[注 2] [注 3]。

## 本作用語
Outsiders計畫
於《假面騎士Genms》中被來自財團X的埃科爾提及。
致力於復活身亡的強力怪人或已被消滅的惡役假面騎士，利用並集結他們來對付超智能「ZEIN」的計畫。
於EP6得知埃科爾提出的此計畫真正目的為利用ZEIN的力量對人類進行人口整頓。
ZEIN
CV：大川透
於《假面騎士Genms》續集中被天津垓提起，是個突然出現在網路中的自主學習善意的超智能。
隨著有關惡意數據集合體的超智能ARK的復甦，出現並向天津垓提及預測出「ZEIN會因為無法容忍任何惡意與負面情緒，將會對人類絕望並毀滅人類」，因此被本作的各種反派勢力提防。 由侑斗口中得知連物質都能操縱，甚至時間軸，因此導致侑斗的過去不同於本作。
EP4中ZEIN奪去侑斗身體首次現身，並偽裝成西馬妮可的聲音與社長聯絡，對一般大眾再次開放假面騎士編年史，目的是以假面騎士編年史來肅清人類。
於《假面騎士GOTCHARD》第33話時，突然降臨於寶太郎等人的世界，但在擊敗HUNDRED四人眾之一的未明後就離去。
財團 X
自最早於《假面騎士W》作品中出現的跨國際黑暗組織，曾資助多種關於研究假面騎士的科技系統或其複製變身道具的機密研究，多次被假面騎士們破壞研究後，後續活躍在陰暗中，持續竊取並利用各類假面騎士的相關道具或各種技術為組織牟取利益。
本作中最先得知學習善意的超智能「ZEIN」的存在，為了避免人類未來被超智能毀滅，企圖抹消其存在而開始利用至今收集到的各類假面騎士技術或道具，復活那些身亡的強力怪人或已被消滅的惡役假面騎士。
目前已致力復活假面騎士滅、假面騎士王蛇、迪札斯特、BRONZE DRIVE和假面騎士Brain，並利用了其假面騎士作品設定上的技術與系統來對抗ZEIN。
Smart Brain
原作《假面騎士555》中為知名的巨大高科技複合企業公司，以收購企業擴張，同通訊、醫療、軍工都有涉獵的高科技複合企業。
實際上卻是成員大半均為怪人奧菲爾諾所組成的組織，欲建立只有奧菲爾諾的世界。
於20週年續篇《假面騎士555 20th PARADISE·REGAINED》中，該企業經由政府的重組已變成殲滅操冥使徒的公司。
幻夢無雙集團
原作《假面騎士Genms》中黎斗新開的企業公司，以不斷收購IT相關企業擴張。
為了對抗會消滅人類的超智能「ZEIN」而與方舟合作讓檀黎斗復活，以天津垓新開的企業公司「千騎Intellion」作為賭注用戰鬥來強迫黎斗聽話，但被學習方舟惡意資料後的黎斗擊敗。
於EP0被Smart Brain收購一半的公司股份和股票後，黎斗被迫帶著幻夢無雙卡帶而逃。
幻夢集團
原作《假面騎士EX-AID》中與衛生省合作的大型遊戲軟體開發企業，負責協助開發玩家驅動器及其道具騎士卡帶。
檀黎斗曾為該集團的前任社長，小星作為現任社長，且在本作中西馬妮可為最大股東。
假面騎士編年史
原作《假面騎士EX-AID》中過去檀黎斗開發的一款「讓所有人類都可變身成假面騎士，進行無盡的對戰廝殺的究極生存遊戲」。
一般民眾可直接使用該卡帶變身成騎士玩家（Ride-Player），但會讓使用者感染遊戲病。
於本作EP2中西馬妮可與股東聯絡，讓假面騎士編年史重新啟動，EP3中讓財團X獲得假面騎士編年史內藏的數據，於EP4中ZEIN偽裝成西馬妮可的聲音與社長聯絡，對一般大眾再次開放假面騎士編年史。
BOARD（人類基盤史研究所）
原作《假面騎士劍》中是一間為了研究一萬年前UNDEAD怪人們戰鬥的遺跡（統稱人類基盤）和封印52隻UNDEAD的卡片而成立的研究所。
於本作在橘朔也研究下，研究將借取來的假面騎士之力封進UNDEAD卡並轉變成ZEIN能力的研究。
清明院大學
原作《假面騎士龍騎》中的一所普通的大學。同時為意外造就《假面騎士龍騎》中"鏡世界"的起源地。
本作中只在EP1結尾提起，有關鏡世界的相關數據被財團X買下並修復。
騎士大逃殺
原文：デザイアロワイヤル / Desire Royale
於《假面騎士GEATS》中舉辦的賽事之一，讓假面騎士之間進行死鬥，號稱「史上最惡劣的遊戲」 ，簡稱「DR」。
於EP6尾聲，由吉恩向喬治·狩崎提出舉辦該賽事。
ZEIN遊戲
原文：ゼインゲーム / ZEIN Game
於本作中舉辦的騎士大逃殺的比賽名稱，原預定邀請天津垓、喬治·狩崎、檀黎斗、奧菲爾諾之王、假面騎士ZERO-THREE、淺倉威、迪札斯特、橘朔也和滅參與比賽，但除了天津垓和喬治·狩崎以外，其他人拒絕參加而沒有進行賽事。

## 登場人物

### 本作限定登場人物

#### 《財團X》
埃科爾（古谷大和飾）
假面騎士ZEIN的第二任變身者，財團X的成員之一，在財團X中負責復活身亡的強力怪人或已被消滅的惡役假面騎士。本作最終反派。
於EP1中被海東大樹提及向清明院大學購買了相關數據並復原封閉的鏡世界，結尾將剛奪取的奧丁變身卡匣運用在復活迪札斯特上。
於EP3中開頭運用重新運作的假面騎士編年史來復活蠻野天十郎與Brain。
EP6中向喬瑟夫亂堂說出Outsiders計畫的真正目的，在櫻井侑斗被擊敗後變身成假面騎士ZEIN，企圖重置次元。
喬瑟夫亂堂（髙橋廣夢飾）
財團X中的成員之一，帶有紅色染髮，在《假面騎士Specter×Blades》中首次現身。
於EP0中向園田真理宣示Outsiders計畫。
於EP6在埃科爾說出Outsiders計畫真正的目的後，被艾博魯特佔據了身體。

### 其它系列登場人物

#### 《假面騎士EX-AID》
檀黎斗（岩永徹也飾）
假面騎士Genm的變身者。原作《假面騎士EX-AID》中的反派之一，曾為幻夢集團的社長。
在《假面騎士Genms Smart Brain 與 1000%的Crisis》中被天津垓和ARK以Humagear的樣貌復活，並利用ARK來製造出新的卡匣變身成無雙玩家擊敗垓，並獲得了千騎Intellion的持有權。
EP0將佔據的千騎Intellion改名為幻夢無雙集團，但遇上假面騎士555中的奧菲爾諾勢力，並被Smart Barin收購一半的公司股份和股票，被迫帶著幻夢無雙卡帶而逃，與園田真理短暫相識並理解來龍去脈後，並在與Smart Queen的戰鬥中取得了勝利。
EP5在ZEIN使用假面騎士ZERO-TWO的能力後將其能力吸收並植入自己身體，隨後被ZEIN破壞，在假面騎士ZERO-THREE學習茲姆莉的創世之力的力量後被其以人類的姿態創造而復活。
西馬妮可（黑崎莉奈飾）
原作《假面騎士EX-AID》中為騎士玩家妮可的變身者，假面騎士Snipe的搭檔，同時為現任幻夢集團的最大股東。
EP2中在對迪札斯特告知ZEIN的威脅後，為了阻止異變而讓假面騎士編年史重新啟動。
在EP3開頭被喬治·狩崎攔下，並要求妮可替ZEIN驅動器安裝假面騎士編年史的程式，後將驅動器交給BOARD的所長橘朔也。

#### 《假面騎士ZERO-ONE》
天津垓（那智飾）
假面騎士THOUSAND ARK的變身者，原為ZAIA日本分部的社長。
於《假面騎士Genms》中，為了對抗會消滅人類的超智能「ZEIN」而與方舟合作讓檀黎斗復活，以公司作為賭注用戰鬥來強迫黎斗聽話，但被學習方舟資料後的黎斗擊敗，EP0中與厘一同淪落街頭。
於本作中因ARK的復甦出現並發表了預測出「ZEIN將會對人類絕望並想毀滅人類」。其後因本人心存「為了人類的未來與贖罪」的想法進而協助ARK。
EP7參加騎士大逃殺，但因參加人員未齊導致賽事沒有開始，最後在其他預定參加人員陸續抵達並擊敗其他次元的假面騎士ZEIN們後，在最後擊敗埃科爾。
厘（新井舞良飾）
天津垓的秘書型Humagear。
不時會被ARK駭入來與天津垓交談。
方舟（ARK）（CV：速水獎）
假面騎士ARK-ZERO和假面騎士ZERO-THREE的變身者，原作《假面騎士ZERO-ONE》中要企圖滅人類的邪惡AI超智能，為劇中最終反派之一。
因還想再見證人類的可能性，而與天津垓合作，於《假面騎士Genms Smart Brain 與 1000%的Crisis》中正式現身，預測出「ZEIN會因為無法容忍任何一丁的惡意與負面情緒，將會對人類絕望並想毀滅人類」，也由於其原因多次親自現身，只對付可能加入ZEIN方的人物，時常潛伏在天津垓的秘書型Humagear-厘和滅身上。
EP3中一度勸喻滅對抗「ZEIN」，但被其拒絕。
EP5在檀黎斗將ZEIN使用假面騎士ZERO-TWO的數據資料植入其身體後，與傑亞一同踏入下個技術奇點，共同成為假面騎士ZERO-THREE。
滅（砂川脩彌飾）
假面騎士滅的變身者，也因ARK會使用滅的身體作為容器行動，所以亦是假面騎士ARK-ZERO的變身者，
原作《假面騎士ZERO-ONE》恐怖組織-滅亡迅雷.net的成員。最後在結局中邁向正義。
於外傳《ZERO-ONE Others 假面騎士滅亡迅雷》故事結尾Humagear機身已被假面騎士滅亡迅雷摧毀，在本作中被財團X復活。
EP2被ARK駭入變成假面騎士ARK-ZERO，EP3中與ARK不斷對峙與辯駁，但於EP4得知橘朔也的計畫後與ARK達成共識進行反抗。
傑亞（ZE:A）（CV：鶴嶋乃愛）
假面騎士ZERO-THREE的變身者。

#### 《假面騎士555》
Smart Queen（芳賀優里亞二飾）
假面騎士Delta第八任的變身者。亦同時是Smart Barin的企業模特，奧菲爾諾之王的私人秘書。
在《假面騎士Genms Smart Brain 與 1000%的Crisis》中於結尾登場，監視著檀黎斗的動向，EP0收購千騎Intellion後企圖獲得幻夢無雙卡帶，但被檀黎斗帶離並逃走，進而變身成假面騎士Delta，最終被假面騎士Genm擊敗身亡。
園田真理（芳賀優里亞飾）
原作《假面騎士555》中為主角乾巧的好友兼搭檔。
EP0在街上拯救快沒電的檀黎斗時，因為相貌而被誤認成Smart Queen，在誤會解釋清楚後告知檀黎斗關於Smart Barin與奧菲爾諾之王的事情。
奧菲爾諾之王（CV：家中宏）
原作《假面騎士555》中被奧菲爾諾擁立的首領。 於現代甦醒的奧菲爾諾之王，對於未來的ZEIN感到威脅，企圖得到幻夢無雙卡帶的力量。
在天津垓提出共鬥ZEIN時，表示不會與人類合作後就離去。

#### 《假面騎士龍騎》
淺倉威（萩野崇飾）
假面騎士王蛇的變身者，由財團X利用鏡世界而復活。
EP1中在重置的新世界中失去過往的記憶，並且因為弟弟的關係而被迫一直幫根津忠太做各種骯髒勾當。
直到因根津忠太的設計而去搶劫銀行，在警察重重包圍下與假面騎士奧丁的出現，讓他想起過往的記憶並成功逃出銀行。恢復記憶的他，為了報復，於是透過鏡世界出現在根津忠太將他殘忍殺害。
隨後投身鏡世界之戰，擊敗所有對手，最後在與假面騎士奧丁之時，將奧丁手上的生存（無限）卡奪取過來並變身成王蛇 生存型態將奧丁擊倒身亡。最後表示要在除去某人後，要與ZEIN一戰。
假面騎士奧丁（CV：小山剛志）
鏡世界之戰主辦者，在原作《假面騎士龍騎》中的變身者為神崎士郎指定的人物，於本作中的變身者未知。
突然出現在被困在銀行中的淺倉威，並給予了他變身卡匣幫助其脫困，後在王蛇擊敗所有參賽對手後登場，但被王蛇反過來搶走手上的生存（無限）卡，因此遭到王蛇 生存型態擊敗身亡。
根津忠太（阪田雅信飾）
假面骑士利刃的新任變身者。為本作登場人物。
西濱市議會議員，利用淺倉威打劫銀行卻暗中背叛他，最後被恢復記憶的淺倉威虐殺。

#### 《假面騎士Decade》
海東大樹（戶谷公人聲）
假面騎士Diend的變身者。
EP1中結尾向淺倉威提點了成為「ZEIN」的目標後，將剛奪取的奧丁變身卡匣交入財團X手上。

#### 《假面騎士聖刃》
緋道蓮（富樫慧士飾）
假面騎士劍斬第二任的變身者。
於《假面騎士聖刃》本篇結尾獨自一人踏上武者的修行，但開始感到異樣，在遇上滅後拒絕了其加入ZEIN方的邀請。
在與迪札斯特二次相見後接受其發起的再戰，由於心存"好戰"等惡意情緒被滅觀測到，而被滅插入了兩人的戰鬥，隨後與迪札斯特聯手將滅擊退，但被附身於滅的ARK襲擊而身負重傷。
迪札斯特（CV：內山昂輝）
混合型梅基多，本作中為假面騎士Desast的變身者。
EP2中因所屬的《迪札斯特》改造駕馭書被財團X使用裝置驅動奧丁的卡匣重新製作出來而重新復活。
在與緋道蓮二次相見後要求與蓮再戰，途中被附身於滅的ARK偷襲，後因蓮不敵ARK而憤而變身成假面騎士Desast將其擊敗，最後表示要在打倒ZEIN後與蓮再戰一場。

#### 《假面騎士Drive》
蠻野天十郎（CV：森田成一）
另類型惡路程式，本作中為BRONZE DRIVE的變身者，EP3中與Brain同時以Humagear的身份復活。
EP3於對話中說到在網路中曾與ARK有所交流，並於復活後前去對付滅，最後被假面騎士ZEIN擊敗。
EP4中得知橘朔也提及「ZEIN」的真正目的後，緊急通知財團X。
Brain（松島莊汰飾）
頭腦惡路程式，假面騎士BRAIN的變身者，在EP3中與蠻野天十郎同時以Humagear的樣貌復活。
EP3中對於蠻野十分牴觸，直到BRONZE DRIVE被擊敗後才現身。
EP4對櫻井侑斗的信念共鳴而選擇加入ZEIN方，但得知眼前的櫻井侑斗與紀錄上是不同時間線的存在後猶豫，最後選擇阻止櫻井侑斗。
EP6時為了保護櫻井侑斗而遭到變身成假面ZEIN的埃科爾扔進次元狹縫。
EP7證實得零列車保住機身而免於消滅，及後亦變身成假面騎士BRAIN，與眾人一同擊敗埃科爾，事件結束後目睹侑斗搭乘零列車離去。

#### 《假面騎士REVICE》
喬治·狩崎（濱尾範高飾）
假面騎士JUUGA的變身者，青鳥的天才科學家。
EP3中將開發的ZEIN驅動器交給妮可，要求安裝假面騎士編年史的程式後將驅動器帶去BOARD交給橘朔也。
EP6結尾時與吉恩會面，於EP7參加騎士大逃殺，但因參加人員未齊導致賽事沒有開始，最後在其他預定參加人員陸續抵達後，與眾人擊敗其他次元的假面騎士ZEIN們。

#### 《假面騎士劍》
橘朔也（天野浩成飾）
假面騎士金幣的變身者，現為BOARD「人類基盤史研究所」的所長。
EP3中以BOARD的所長登場，為Project ZEIN負責開發「ZEIN」使用正義方騎士能力的系統的主要策畫者。
EP4對在場眾人說出計畫的真相，並在櫻井侑斗未能擊滅ARK時出手擊滅ARK。

#### 《假面騎士電王》
櫻井侑斗（中村優一飾）
假面騎士ZEIN（第一任）和假面騎士零神的變身者，在EP3結尾中擊敗BRONZE DRIVE正式登場。
EP4得知為與原作《假面騎士電王》不同時間線的存在，EP4最後被ZEIN奪取身體。
EP6在被假面騎士ZERO-THREE擊敗後，企圖將ZEIN丟去次元狹縫消除，但因艾博魯特的妨礙而失敗，在埃科爾企圖給予致命一擊時搭上零列車離開。
EP7搭乘零列車來到戰鬥現場，變身成假面騎士零神，與眾人一同擊敗埃科爾，事件結束後搭乘零列車離去。

#### 《假面騎士GEATS》
茲姆莉（青島心飾）
於願望大賽中對參賽者說明規則和大賽進度的引導員，原作《假面騎士GEATS》最終話中因世界改變而現守護著祭祀GEATS的祠。
EP5時因黎斗的願望而來到其面前。
於EP7中為本次願望大逃殺的引導員。
吉恩（鈴木福飾）
本作中為假面騎士ZIINGAZER的變身者。
願望大賽的觀眾之一，《假面騎士GEATS》主角—浮世英壽的支援者，本作中為本次願望大逃殺的遊戲製作人。
於EP6結尾時與喬治·狩崎會面，並提出要舉辦騎士大逃殺。
EP7舉辦騎士大逃殺但參加人員未齊，在埃科爾和艾博魯特闖入後變身成假面騎士ZIINGAZER，將兩人傳送至比賽場地，最後擊敗艾博魯特。
事件結束後與貝羅芭回到未來。
貝羅芭（並木彩華飾）
願望大賽的觀眾之一，支援邪魔徒的贊助商。
於EP7在吉恩的指示下去邀請檀黎斗、奧菲爾諾之王、假面騎士ZERO-THREE、淺倉威、迪札斯特、橘朔也和滅參加願望大逃殺但未果。
事件結束後與吉恩回到未來。

#### 《假面騎士Build》
石動美空（高田夏帆飾）
原作《假面騎士Build》中為主角戰兔的好友兼搭檔，亦同時也是超高人氣的網路偶像「咪碳（みーたん）」。
EP6時透過網路告知大眾關於假面騎士編年史的危險。
艾博魯特（髙橋廣夢飾、金尾哲夫聲）
本作中為假面騎士Evol X的變身者，為摧毀行星並化為自身能量的異星生命體——血族的一員。
本作中登場的艾博魯特為埃科爾利用遺傳因子樣本複製出來的存在。
於本作EP5結尾時登場，並將被擊敗的ZEIN帶離。
於EP6中奪舍喬瑟夫亂堂的身體，藉機偷襲天津垓，隨後從櫻井侑斗手中奪走次元卡，交給了埃科爾。

## 本作限定登場假面騎士

### 假面騎士Delta
變身者：Smart Queen（替身演員：、CV：芳賀優里亞）
原文： / 
形態
| 形態名稱 | 簡介                                                                               | 外觀                 | 能力                                           | 必殺技                                           |
| 通常形態 | 使用Delta Driver、Delta Phone&Delta Mover變身的形態。 假面騎士Outsiders EP.0登場。 | 全身以黑、白色為主。 | 以Delta Phone和Delta Mover組合成手槍作為攻擊武器。 | Lucifer's Hammer 原文： 該形態下的騎士踢必殺技。 |

### 假面騎士王蛇
變身者：淺倉威（替身演員：岡元次郎、CV：萩野崇）
原文： / 
形態
| 形態名稱                  | 簡介                                                                        | 外觀                     | 能力                                                         | 必殺技                                                                                               |
| Ouja Survive 王蛇生存型態 | 使用牙召杖貳式搭配Survive（Mugen）變身的形態。 假面騎士Outsiders EP.1登場。 | 全身以金、紫、黑色為主。 | 能力大幅強化，並可使用牙召杖貳式作為武器攻擊和搭配卡片戰鬥。 | Final Vent 原文： 召喚契約獸變形成重型機車衝撞對手，再以聚集金色能量的牙召杖貳式的刀身給予連續刺擊。 |

### 假面騎士Desast
變身者：迪札斯特（替身演員：榮男樹、CV：內山昂輝）
原文： / 
形態
| 形態名稱                     | 簡介                                                                                         | 外觀                         | 能力                                                                      | 必殺技                                                                                    |
| Gaikotsu Ninjaden 骸骨忍者傳 | Seiken Swordriver 搭配 骸骨忍者傳 Wonder Ride Book 變身的形態。 假面騎士Outsiders EP.2登場。 | 全身以黑、銀、紫、紅色為主。 | 使用聖劍·黑嵐劍漆黑和寄宿著神獸之力的奇蹟駕馭書「骸骨忍者傳」的力量戰鬥。 | Calamity Strike 原文： 以身體環繞上紫色和綠色的旋風，高速旋轉下對敵人施展強力的連續斬擊。 |

### BRONZE DRIVE
變身者：蠻野天十郎意識（替身演員：高田將司 / 押川善文、CV：森田成一）
原文： / 
形態
| 形態名稱               | 簡介                                                              | 外觀                           | 能力                                                               | 必殺技 |
| BRONZE DRIVE 青銅DRIVE | 以Humagear的身份復活直接變身的形態。 假面騎士Outsiders EP.3登場。 | 全身以銅紅、白、黑、紅色為主。 | 啟動自身裝備蠻野驅動器後，透過數據化可以奪取對方手上的武器與道具。 |        |

### 假面騎士ZEIN
變身者：櫻井侑斗 → 埃科爾（替身演員：齊藤謙也、CV：大川透 → 古谷大和）
原文： / 
形態
| 形態名稱         | 簡介                                           | 外觀                       | 能力                                                               | 必殺技 |
| Default 基本形態 | 搭配 變身的形態。 假面騎士Outsiders EP.3登場。 | 全身以白、金、水藍色為主。 | 能透過使用卡片，可獲得並使用該卡片上的假面騎士所擁有的能力和武器。 | Justice Order 原文： 消耗ZEIN卡片，使用刻在該卡片上的假面騎士的必殺技。 Justice Punishment 原文： 該形態下的必殺技。 |

### 假面騎士金幣
變身者：橘朔也（替身演員：押川善文、CV：天野浩成）
原文： / 
形態
| 形態名稱           | 簡介                                                                         | 外觀                           | 能力 | 必殺技                                                                |
| King Form 皇帝形態 | Absorb Serpent搭配Evolution Giraffa變身的形態。 假面騎士Outsiders EP.4登場。 | 全身以金、酒紅、銀、黑色為主。 |      | 四條 原文： 使用梅花K、方塊K、紅心K、黑桃K和方塊A後，對目標使出砲擊。 |

### 假面騎士Genm
變身者：檀黎斗（替身演員：淺井宏輔、CV：岩永徹也）
原文： / 
形態
| 形態名稱                         | 簡介 | 外觀                                                                   | 能力                                                       | 必殺技                                            |
| Hyper Fumetsu Gamer 超越不滅玩家 | GAME DRIVER 搭配 HYPER FUMETSU Rider Gashat和MAXIMUM ZOMBIE Rider Gashat 變身的形態。 假面騎士Outsiders EP.5登場。 | 全身以白、黑、藍、紅色為主。外觀融合了殭屍玩家的配色與無雙玩家的造型。 | 只要處在《假面騎士編年史》的遊戲領域中，受到的傷害皆無效。 | Critical Dead End 原文： 該形態下的騎士踢必殺技。 |

### 假面騎士ZERO-THREE
變身者：- （替身演員：松岡航平、CV：鶴嶋乃愛 + 速水獎）
原文： / 
名稱由來：英文字「Zero（0）」 + 「Three（3）」。
| 形態名稱         | 簡介 | 外觀                                                                                   | 能力 | 必殺技                                              |
| Default 基本形態 | HIDEN ZERO-THREE DRIVER 搭配 KAMENRIDER ZERO-THREE ProgriseKey 變身的形態。 假面騎士Outsiders EP.5登場。 | 全身以銀、紅、螢光黃、黑色為主。頭部類似於假面騎士ZERO-TWO，外貌配色與假面騎士V3相似。 | 擁有超越傑亞和方舟的行動預測能力，能發動萬物列印能力快速製造任意武器，甚至在學習茲姆莉的力量後能創造生命。 | ZERO-THREE Big Bang 原文： 該形態下的騎士踢必殺技。 |

### 假面騎士Evol X
變身者：艾博魯特 / 喬瑟夫亂堂（替身演員：、CV：金尾哲夫）
原文： / 
| 形態名稱         | 簡介                                                                         | 外觀                                       | 能力 | 必殺技                                                                                  |
| Default 基本形態 | EVOL DRIVER 搭配 EVOL X FullBottle 變身的形態。 假面騎士Outsiders EP.6登場。 | 全身以暗紅、金屬金、綠松、鈷藍、黑色為主。 |      | EVOL X Break 原文： EVOL X Nightmare 原文： EVOL X Finale 原文： 該形態下的踢擊必殺技。 |

### 假面騎士ZIINGAZER
變身者：吉恩（替身演員：、CV：鈴木福）
原文： / 
| 形態名稱         | 簡介                                                              | 外觀                             | 能力 | 必殺技                                                                   |
| Default 基本形態 | 使用 LASER RAISE DRIVER 變身的形態。 假面騎士Outsiders EP.7登場。 | 全身以水藍、深藍、黑、白色為主。 | 能操控自身胸甲、肩甲和膝甲上共五個戰鬥支援無人機進行攻擊和防禦。 可任意改變物質或能量等各種向量的方向，並且能改變重力方向實現牆面行走，或改變子彈軌跡來迴避攻擊等能力。 使用鐳射躍動昇華器進行射擊，或配合必殺技束縛目標。 | SHOT OUT 使用鐳射躍動昇華器射出能量體束縛目標。 RIDER KICK RIDER SUPPORT |

## 本作限定登場道具

### 本作限定變身道具
- 牙召杖貳式

原文： / VENOVISOR ZWEI
王蛇 生存型態的召喚機，同時作為武器使用，外觀類似龍召機甲貳式。
在王蛇使用奪取自奧丁手上的生存（無限）卡後，由牙召杖變化而成。
- 《骸骨忍者傳》奇蹟駕馭書

原文： / GAIKOTSU NINJADEN WONDER RIDE BOOK
因迪札斯特想要再次與蓮進行決鬥的心願，使得《迪札斯特》改造駕馭書變化而成的繪本型神獸型奇幻駕馭書，也是假面騎士Desast的變身道具。
變身音效為「漆黑拔刀！骸之咆哮！忍之殘香！黑嵐渦卷般百鬼夜行！骸骨忍者傳！ （漆黑抜刀！骸の咆哮！忍の残香！黒嵐渦巻く百鬼夜行！骸骨忍者伝！）」。
聖劍插回驅動器按下板機拔出劍刃發動劍技必殺技，音效為「必殺讀黑（必殺読黑）」；必殺技的音效為「漆黑拔刀！骸骨忍者傳必殺斬！（漆黑抜刀！骸骨忍者伝必殺斬り！）」。
- ZEIN驅動器

原文： / 
CV：大川透
由喬治·狩崎開發，西馬妮可將「假面騎士編年史」程式安裝後所完成的道具，也是假面騎士ZEIN的變身腰帶。
將Progrisekey展開並插入驅動器即可變身。
變身音效為
未使用卡片的狀態，推動右側的Progrisekey發動必殺技，音效為「Justice Punishment」
在驅動器的中央部位裝填由BOARD研發的ZEIN卡片，拉動驅動器左側的握把粉碎讀取卡片，再推動右側的Progrisekey執行讀取的卡片，將各種假面騎士的能力賦予給變身者，音效為「Justice Order」
另外，根據與卡片提供者簽訂的保密條款，出於防止濫用這一目的，每次使用後該卡片會被驅動器切碎且不得再次使用。
- 飛電ZERO-THREE驅動器[8]

原文： / HIDEN ZERO-THREE DRIVER
由飛電ZERO-TWO驅動器變化而來，為假面騎士ZERO-THREE的變身腰帶。
將ZERO-THREE驅動器的啓動裝置展開進入待機模式後再將ProgriseKey展開並插入驅動器即可變身。
變身音效為「ZERO-THREE Rise! One: One prodiction. Two: Two intelligence. Three: Three Circles. Go! Beyond! one two three! Kamen Rider ZERO-THREE! Is there arc?」
推動右側的Progrisekey一次可發動萬物列印能力，音效為「Life / Arrow / Blade / Bullet on Big Bang!」
推動右側的Progrisekey二次可發動必殺技，音效為「ZERO-THREE Big Bang!」
- EVOL X滿裝瓶

原文： / EVOL X FULLBOTTLE
假面騎士EVOL X的變身道具。
按下右侧按鈕後的音效為「Next Phase！」，變身音效為「蛟龍毒蛇的眼鏡蛇傢伙！EVOL X！光榮！超光榮！」
原文： / LASER RAISE DRIVER
假面騎士ZIINGAZER的變身腰帶。
按下腰帶中央上方按鈕發出「ZIINGAZER, LOG IN」，再將認證卡刷至中央右側的縫隙感應處，發出「ACCEPT」後進行變身。
變身音效為「LINK TO EXCITEMENT ZIINGAZER」
將認證卡刷至中央右側的縫隙感應處1至3次發動必殺技，音效為「SHOT OUT / RIDER KICK / RIDER SUPPORT」
按下腰帶中央上方按鈕發動重力控制能力，音效為「GRAVITY CONTOROL」
在腰帶左側置入躍升帶扣發動必殺技，音效為「RAISE LINK （該躍升帶扣的擴張武裝名稱）」

### 其他道具
- ZEIN卡片

原文： / Zein Card
由來自BOARD的橘朔也下令研發的卡片型道具，也是假面騎士ZEIN所使用的道具。
外觀與假面騎士Decade和假面騎士Diend所使用的卡片相似，但差別在於背面統一採用ZEIN的標誌，而且為了防止卡片的力量遭人濫用，每當使用一次就會被ZEIN驅動器粉碎。

### ProgriseKey
| 英文名稱              | 日文名稱               | 中文名稱           | 能力                                         | 備註                              |
| --------------------- | ---------------------- | ------------------ | -------------------------------------------- | --------------------------------- |
|                       | 仮面ライダーゼイン     | 假面騎士ZEIN       | 「ZEIN」 變身成假面騎士ZEIN                      | 存放ZEIN型像資料的新型Key型道具。 |
| KAMENRIDER ZERO-THREE | 仮面ライダーゼロスリー | 假面騎士ZERO-THREE | 「ZERO-THREE JUMP」 變身成假面騎士ZERO-THREE | 存放蝗蟲型像資料的新型Key型道具。 |

### 奇跡駕馭書（Wonder Ride Book）
| 英文名稱          | 日文名稱   | 中文名稱   | 書籍類型 | 書籍屬性 | 書籍介紹文                             | 音效                       | 能力                   | 備註                             |
| ----------------- | ---------- | ---------- | -------- | -------- | -------------------------------------- | -------------------------- | ---------------------- | -------------------------------- |
| Gaikotsu Ninjaden | 骸骨忍者伝 | 骸骨忍者傳 | 神獸     | 漆黑     | 曾經之敵成今日之友。冥府之術魑魅魍魎！ | 更多 ： § 本作限定變身道具 | 變身成假面騎士Desast。 | 書內記載著『骸骨忍者傳』的傳承。 |

### 騎士卡匣（Rider Gashat）
| 英文名稱             | 日文名稱 | 中文名稱         | 遊戲類型       | 玩家 | 對應等級     | 備註 |
| -------------------- | -------- | ---------------- | -------------- | ---- | ------------ | --- |
| HYPER FUMETSU        |          | 超越不滅         | 作弊遊戲       | GENM | 超越等級概念 | 變身成超越不滅玩家。 觸發音效為「Calling!」 變身音效為「Fukkautsu! Fumetsu! Yomiagare! Tsukinu inochi! Anchein saiko Gamer! HYPER FUMETSU GENM! （フッカーツ！不滅！甦れ！尽きぬ命！アンチェイン最強ゲーマー！ハイパー不滅ゲンム！）」。 與極限殭屍一起被封藏在原型全能動作X的世界之中，直到EP5被檀黎斗以破關的方式解封，並被黎斗宣稱為其才能之集大成的作品。 |
| MAXIMUM ZOMBIE       |          | 極限殭屍         | 作弊遊戲       | GENM | 超越等級概念 | 變身成極限殭屍玩家。 待機音效為「Bone Bone Undead Body vehahaha vehahaha （ボーンボーンアンデッドボデイ ヴェハハハー ヴェハハハー）」。 開啟音效為「Maximum Power! Zombie! （マキシマムパワー！ゾンピ！）」。 與超越不滅一起被封藏在原型全能動作X的世界之中，直到EP5被檀黎斗以破關的方式解封，並被黎斗宣稱為其才能之集大成的作品。                            |
| TOKI MEKI BRIDAL     |          | 臉紅心跳新娘     | 相遇系戀愛遊戲 | 未知 | 未知         | 為重新復活的檀黎斗所製作的新遊戲。 以Level X開啟音效為「Hiroine Girl♪ Ai no Matching♪ Otome wa deau Toki Meki Bridal♪ （ヒロインガール♪愛のマッチング♪乙女は出会うときめきブライダル♪）」 |
| MIGHTY ACTION X NOIR |          | 原型全能動作X 黑 | 動作遊戲       | GENM | 未知         | 於EP5中被檀黎斗用於連結原型全能動作X的世界。 |

### 專屬武器
- 聖劍·黑嵐劍漆黑

原文： / SEIKEN KOKURANKEN SHIKOKU
假面騎士Desast的專屬武器，同時也是繼《假面騎士聖刃》本篇以外，於本作中登場的全新聖劍。
在迪札斯特翻開骸骨忍者傳奇跡駕馭書時，由其愛劍「Grudge Dent（グラッジデント）」變化而成。

## 劇集列表
以下正式播放時間以當地時間（日本時間）為準。
| 總集數 | 集數 （季） | 標題                       | 導演     | 編劇     | 首播日期       |
| --- | ----------- | -------------------------- | -------- | -------- | -------------- |
| 1 | 0           | GENMS的終局與計劃的起始    | 柴崎貴行 | 高橋悠也 | 2022年10月16日 |
| 在與假面騎士Thousand Ark的遊戲中獲勝的檀黎斗，憑着幻夢無雙卡帶的力量收購了不少IT科技企業公司，以壯大其幻夢集團業務。但Smart Brain的形象女郎兼秘書Smart Queen突然現身於黎斗面前，並宣布已經完成收購幻夢集團，其目的是黎斗創造遊戲的能力。帶着幻夢無雙卡帶逃離該處的黎斗，但因電力耗盡而停止運作。此時幫助黎斗的人是―――。                                                                    |             |                            |          |          |                |
| 2 | 1           | 鏡世界的寶藏與王蛇的回歸   | 柴崎貴行 | 内田裕基 | 2023年1月29日  |
| 活於被重設的“無戰爭世界”中的淺倉威，為了弟弟，而替市議員根津忠太進行著骯髒的工作。這天的工作，是為根津執行早已被其於幕後安排好的一場簡單的銀行劫案。然而，不知為何，銀行外竟被不該出現的警察重重包圍著。這刻，從鏡子中現身的假面騎士奧丁，告訴走投無路的淺倉威。想擺脫困境的話，就得成為假面騎士而戰，並一直存活到最後。然而，淺倉的回答卻是「我不殺人的」。                               |             |                            |          |          |                |
| 3 | 2           | 滅的預兆與迪札斯特的覺醒   | 柴崎貴行 | 内田裕基 | 2023年4月9日   |
| 緋道蓮漸感失去於和平世界中尋求力量的意義。突然遇上正在追捕「梅傑多」的滅…滅告訴蓮根據ZEIN的預言，一個試圖統一整個假面騎士世界，以學習善意和剷除邪惡的超自然存在正在崛起…滅更請求蓮的協助守護世界，以抗衡迫在眉睫的邪惡威脅。另一方面，財團X的「埃科爾」及「喬瑟夫・亂堂」為了阻止ZEIN毀滅人類而啟動了Project Outsiders。並利用由假面騎士DIENE回收而來的奧丁卡組力量，將迪札斯特給復活過來… |             |                            |          |          |                |
| 4 | 3           | 極限之戰的再開與ZEIN的誕生 | 柴崎貴行 | 長濱大喜 | 2023年7月23日  |
| 為了對抗為了學習善意、剷除邪惡而企圖統合假面騎士世界的超常規存在「ZEIN」，財團X以假面騎士Outsiders的名義復活了BRONZE DRIVE。與此同時，重啟《假面騎士編年史》的西馬妮可，為了完成喬治·狩崎開發的「ZEIN DRIVER」而前往人類基盤史研究所＜BOARD＞。作為所長的橘朔也啟動了「ZEIN DRIVER」，「某位適合者」變身成為假面騎士ZEIN，但是——。                                                         |             |                            |          |          |                |
| 5 | 4           | 失常時間的行駛與ZEIN的真身 | 柴崎貴行 | 長濱大喜 | 2023年10月1日  |
| 世界分裂成學習善意，能使用全假面騎士力量來剷除邪惡的假面騎士ZEIN方，以及試圖阻止這一切，由財團X復活的假面騎士Outsiders方。與BRONZE DRIVE一同作為Outsiders復活的Brain，與是假面騎士ZEIN，曾經是假面騎士零神的櫻井侑斗的信念產生共鳴，選擇站在ZEIN的一方。啟動「ZEIN驅動器」的橘朔也，為了「剷除邪惡」這個大義，試圖將《假面騎士編年史》向大眾開放，但是——。                                 |             |                            |          |          |                |
| 6 | 5           | 創世女神與第三個技術奇點   | 柴崎貴行 | 高橋悠也 | 2024年5月12日  |
| 櫻井侑斗變身成假面騎士ZEIN，被人工智慧ZEIN所控制，並開放命懸一線的對戰遊戲《假面騎士編年史》。遊戲的開發者檀黎斗為了對抗假面騎士ZEIN，向願望大賽的導航員茲姆莉祈求實現願望。另一方面，假面騎士ZERO-TWO和假面騎士ARK-ZERO達到了第三個技術奇點，並變身為假面騎士ZERO-THREE。當各種預測交錯之時，在那之後會發生什麼事呢——。                                                                   |             |                            |          |          |                |
| 7 | 6           | LOVE＆PEACE與次元的救世主  | 柴崎貴行 | 高橋悠也 | 2024年9月29日  |
| 以假面騎士ZERO-THREE為首，與假面騎士ZEIN對抗的Outsiders。就在此時，由財團X派出的刺客——假面騎士Evol X現身。石動美空對《假面騎士編年史》正在蔓延的狀況向世人警告，天津垓與Brain則前往拜訪檀黎斗，大家為了對抗更大的威脅而團結起來。另一方面，被人工智慧ZEIN奪去控制權的櫻井侑斗，正因自己的目標與ZEIN的目標之間的衝突而陷入苦惱之中。同時，財團X的真正目的漸漸浮出水面——。                   |             |                            |          |          |                |
| 8 | 7           | Outsiders 與 終結之戰      | 柴崎貴行 | 高橋悠也 | 2024年12月22日 |
| 因埃科爾的背叛，ZEIN的力量被其奪走。而世界也因次元被撕裂而面臨毀滅。在這前所未有的危機中來到的是願望大逃殺的製作人吉恩。為了實現一個讓所有人都能幸福的世界，他宣布舉辦「ZEIN遊戲」。參與的將是歷戰的Outsiders。然而，這群棘手的成員可不會輕易聚集……。吉恩自己也變身為假面騎士ZIINGAZER，與ZEIN和Evol X對峙。守護世界的究竟是正義，還是邪惡？【Outsiders計劃】即將迎來最終章。              |             |                            |          |          |                |

## 樂曲
主題曲
- 『What’s the Outsiders?』

作詞・作曲・編曲・主唱：m.c.A・T

## 情節補充
1. ↑  在原作中曾加入過邪惡一方的人。
2. ↑  ZEIN驅動器，變身時需要用到Progrisekey，但發動必殺技時需要另外用到ZEIN卡
3. ↑  在《假面騎士×假面騎士 Fourze & OOO MOVIE大戰MEGA MAX》中出現過需要搭配核心銀幣和天文開關的銀河王驅動器，但那是變身成怪人用的
4. ↑  亦稱「死亡商人」。
5. ↑  再現了《假面騎士OOO》的核心硬幣，與Fourze的天體開關，以及財團人員偶帶有《假面騎士W》的蓋亞記憶體。
6. ↑  《假面騎士龍騎》的鏡世界、騎士卡匣、《假面騎士EX-AID》的假面騎士編年史卡帶、《假面騎士ZERO-ONE》的Humagear
7. ↑  於《假面騎士EX-AID》第26話說明變成騎士玩家的副作用為感染缺陷者病毒並得到遊戲病，且原劇中已經有多數位玩家因遊玩假面騎士編年史而消失。
8. ↑  由海東順口提起
9. ↑  於《GEATS EXTRA 假面騎士GAZER》中從願望大賽的初期製作人尼梅魯口中透露歴屆遊戲引導員都是以美津芽作為原型所創造出來，因此同為引導員的茲姆莉本身都有著創世之力。
10. ↑  與傑亞合體時（劇中該騎士與假面騎士ZERO-TWO同標記為鶴嶋乃愛聲演）
11. ↑  EP3中於埃科爾提及失敗案例得知。
12. ↑  與方舟合體時
13. ↑  或稱ARK奧菲爾諾。
14. ↑  EP3於ARK與滅交談中提及。
15. ↑  可能是本作多次被提到的淺倉威弟弟-淺倉曉，以對應TV25話中劇情中淺倉威將弟弟送入自己的契約獸毒蛇口中的劇情
16. ↑  利用警察將銀行所有逃生路線封鎖，讓淺倉威無法逃脫。
17. ↑  開頭由蓮與內心的兩人辯駁得知，現在的蓮對於在身處和平盛世中卻不斷追求力量與渴望戰鬥的自我感到質疑
18. ↑  因其復活的銅色與GOLD DRIVE的金色相違，而分別被喬瑟夫亂堂與滅吐槽。
19. ↑  根據廣播劇《Drive Legend 假面騎士Mach夢想傳》得知，即使本體死亡，其意識載體數據依然存在，因而能夠附身在本人遺漏的人工智能許普諾斯（音譯）上交流。
20. ↑  透過重啟假面騎士編年史，讓人類成為假面騎士後，成為假面騎士ZEIN所利用的道具，藉此消滅人類。
21. ↑  因為除去蠻野的性格惡劣之外，原作中Brain最後就是為了破壞蠻野的陰謀而犧牲身亡。
22. ↑  在回憶的畫面當中，為原作《Drive SAGA 假面騎士Brain》中向敵人宣戰前的場景。
23. ↑  他向Brain及在場的幾人表示他所在時間線上並未有他需要守護的人，跟電王本篇中的兩個時間線的侑斗都是為了守護野上愛理而戰有所區別。
24. ↑  回憶的畫面當中，分別為原作《假面騎士電王》第18集與《假面騎士 THE MOVIE 超·電王三部曲 Episode Red - Zeronos》中侑斗對愛理的思念的畫面。
25. ↑  實際上是黎斗的計劃之一，為了取得創世之力，並藉此讓自己從Humagear變回人類。
26. ↑  本人因外傳《Build NEW WORLD 假面騎士Cross-Z》中潘朵拉之盒的波動，而恢復包括在《假面騎士平成Generations FINAL Build & EX-AID with 傳說騎士》中經歷等舊世界的記憶。
27. ↑  這段偷襲畫面就是讓高橋廣夢本人上演其拿手的摔角技。
28. ↑  例如EP3中使用「EX-AID 無敵玩家」卡片時，會發動必殺技「Hyper Critical Sparkling」；使用「十聖刃」卡片時，會召喚聖劍‧刃王劍十聖刃
29. ↑  得跟極限殭屍卡帶組合才能變身此型態
30. ↑  作為遊戲的隱藏道具。
31. ↑  在黎斗介紹遊戲內容時，被一旁的茲姆莉吐嘈說連DGP都沒有這樣亂來的遊戲內容。
32. ↑  未在劇中登場，僅在商品的遊玩簡介上提及。
33. ↑  劇中未有正式使用玩家，但在卡帶本身跟商品的遊玩簡介上明顯表示是屬於POPPY的。